# Deklevi
Deklevi is een plaats in de gemeente Višnjan in de Kroatische provincie Istrië. De plaats telt 22 inwoners (2001).